# Eon z l’Etoile
Eon z l'Etoile (zm. 1150) – uznany za heretyka agitator i przywódca grupy chłopów z Bretanii.

## Życiorys
Urodził się prawdopodobnie w szlacheckiej rodzinie, toteż otrzymał zapewne wykształcenie, jednak jego zwolennicy rekrutowali się wyłącznie z chłopstwa. Eon (lub Eudo) kazał nazywać się "eum" (zaczerpnął być może ze zwrotu "per eundem Dominum nostrum Jesum Christum" lub "per eum qui venturus est cum gloria judicare vivos et mortuos et saeculum per ignem"), uważał się za Syna Bożego. Miał również posiadać laskę w kształcie litery "Y" - kiedy skierowana była widełkami do góry, w posiadaniu Eona znajdowała się 1/3 świata a Boga 2/3, zaś gdy odwrócił to jemu przynależeć miało 2/3 świata a Bogu 1/3. Swoich uczniów zwykł nazywać imionami proroków, apostołów i aniołów. Przydomek Eona de l'Etoile (fr. „z gwiazdy”) pochodził od komety, która pojawiła się w 1148 r. Kometa często oznaczała upadek znamienitej osoby.
Zwolennicy Eona spotykali się w odludnych miejscach na modlitwy. Okradali również kościoły z wszelkich bogactw. W 1148 roku stanął przed synodem w Reims, który skazał go na karę więzienia uznając Eona za niespełna rozumu. Badacze nadal spierają się czy tak było w rzeczywistości, czy też udawanie szaleńca miało na celu uniknięcie kary śmierci. Wkrótce zmarł, a jego zwolennicy przestali funkcjonować jako grupa.